# Радімов
Радімов (словац. Radimov) — село, громада округу Скаліца, Трнавський край. Кадастрова площа громади — 12.92 км².
Населення 541 особа (станом на 31 грудня 2020 року).

## Історія
Радімов згадується 1392 року.

## Населення
| Рік:            | 1994. | 2004.   | 2014.   | 2024.    |
| --------------- | ----- | ------- | ------- | -------- |
| Кількість осіб: | 591   | 576     | 574     | 507      |
| Різниця:        |       | -2,53 % | -0,34 % | -11,67 % |

| Рік:            | 2023. | 2024.   |
| --------------- | ----- | ------- |
| Кількість осіб: | 493   | 507     |
| Різниця:        |       | +2,83 % |